# Alain Barbetorte
Pour les articles homonymes, voir Alain.
Alain II de Bretagne, dit « Barbetorte » ou « al louarn » (en breton : « le renard »), (né vers 900 - mort en 952 à Nantes) est le fils de Mathuedoï de Poher et petit-fils par sa mère d’Alain Ier le Grand, dernier roi de Bretagne. Il fut comte de Poher, puis le premier duc de Bretagne, de 938 à 952.

## Biographie

### Origine

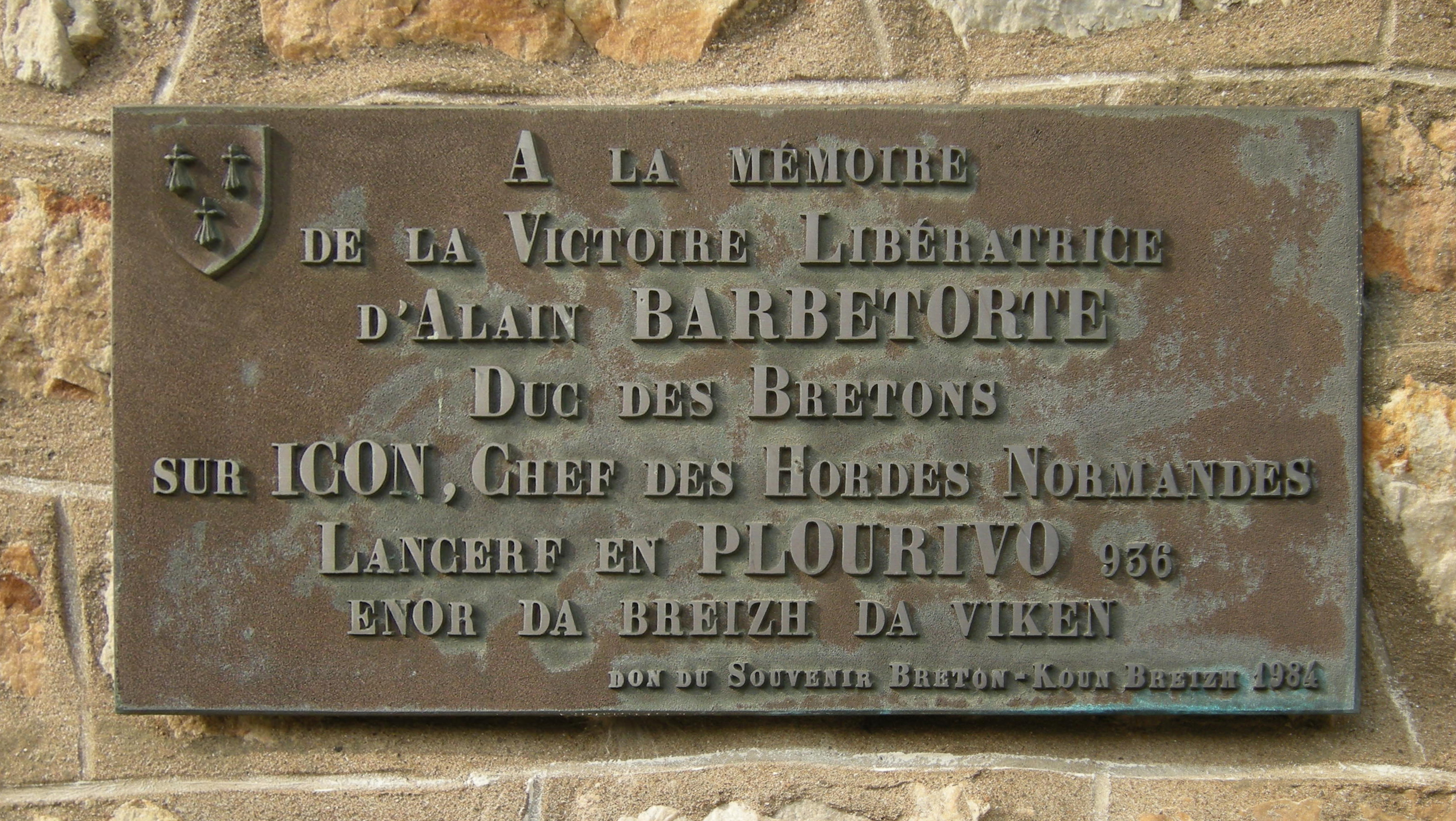
Plaque commémorant la bataille du Trieux, sur la façade de la mairie de Plourivo entre Alain Barbetorte et Incon.

Alain de Bretagne est le fils du comte Mathuedoï de Poher et d'une fille anonyme d'Alain le Grand. Son père et lui s’exilent au cours de la décennie 920 auprès du roi anglais Æthelstan qui, selon la chronique de Nantes, était le parrain d'Alain. Il aurait aussi été accueilli au Pays de Galles, ou aurait contracté des liens familiaux ou vassaliques avec le roi gallois Hywel le Bon, ce qui expliquerait le fait qu'Alain ait donné un nomen inédit dans la dynastie royale bretonne, Hoël, à l'un de ses fils.

### Ruine de la Bretagne
Après les disparitions successives d'Alain le Grand (mort en 907) et de Gourmaëlon (mort en 913), la Bretagne connaît un regain d'attaques de la part des Vikings. Ces derniers ne se contentent plus d'expéditions de pillages comme au IXe siècle, ni même de se retirer contre paiement d'un tribut de type « Danegeld », mais ils cherchent à se substituer aux dynasties locales et à établir une principauté, comme ils l'ont fait à la même époque en Irlande (à Dublin et Limerick), en Angleterre (à York et dans le Danelaw) et même, en 911, à Rouen Par ailleurs, le vicomte d'Angers Foulques Ier tente en vain de contrôler la région de Nantes.
Les établissements religieux sont la première cible des pirates scandinaves et l'abbaye de Landévennec est détruite en 913, pendant que ses moines se réfugient à Montreuil auprès d'Helgaud de Montreuil (mort en 926), comte de Ponthieu, qui périt d'ailleurs en combattant les Normands. Selon le témoignage de la vita de Saint-Gildas, Daioc (abbé de Saint-Gildas-de-Rhuys) et Taneth (abbé de Locminé) s'établissent en 927 dans le Berry, auprès d'Ebbes le Noble de Déols. Salvator (évêque d'Aleth), Junan (abbé de  Léhon) et ses moines, ainsi que le clergé de Dol-de-Bretagne et de Bayeux gagnent Paris. Un doute subsiste sur la date de l'exil de ces derniers, parfois reportée vers 960. Flodoard évoque toutefois ces évènements dans l'entrée de l'année 919, et c'est à cette époque que Ragenold s'installe à Nantes et que le comte Robert de France tente sans succès, en 921, de le chasser avant qu'il n'attaque les princes du nord de la Francie, sous le prétexte d'aider Charles le Simple contre ses ennemis.
Selon l'interprétation d'Hubert Guillotel, la seconde intervention d'Hugues le Grand et d'Herbert II de Vermandois contre Nantes, en 927, aurait permis de cantonner les Normands de la Loire à Nantes et favorisé le retour de certains émigrés, dont Alain, fils de Mathuedoï, qui aurait été contraint de s'exiler une seconde fois en 931, après l'échec de l'insurrection contre les Normands menée avec Bérenger et le massacre des Normands établis en Cornouaille avec leur chef Félécan. Toujours selon Hubert Guillotel, Hugues de Fleury, au début du XIIe siècle, relate le même évènement avec des détails complémentaires,.

### Restauration

Incursions Vikings des IXe siècle et Xs en Bretagne. L'emplacement des camps vikings supposés ou attestés n'est validé par aucune preuve archéologique de leur présence sur le site, sauf peut-être à Péran et plus sûrement à Landévennec.

D'après le récit épique fait par Arthur de la Borderie, Jean, abbé de Landévennec, exilé comme les principaux membres de l'aristocratie bretonne depuis 919, revient en Bretagne vers 935, et recrute des tenanciers qui, réfugiés dans les rochers inaccessibles de la côte de Crozon, résistaient aux Vikings sous la direction de deux chefs locaux, Amalgod et Wethenoc. Il envoie ensuite des hommes sûrs à la cour d'Æthelstan pour informer de la situation Alain, fils de Mathuedoï, et le presser de prendre la direction des Bretons. Jean regroupe des partisans afin de lui fournir une petite armée, et lui fait prêter serment par Amalgod et Wethenoc.
À l’initiative de l’abbé Jean de Landévennec, avec l’aide d’une troupe de Bretons exilés et d’Anglais, Alain débarque en 936 en Bretagne près de Dol-de-Bretagne, puis attaque un camp viking qui pourrait être le camp de Péran,. Il combat les Normands à Plourivo avant de se replier , et  marcher sur la Loire et Nantes et de les en chasser en 937,. Cependant, aucun texte d'époque ni aucune trace archéologique ne mentionne l'existence d'une telle bataille à Plourivo. Il est reconnu comme « Brittonum dux » en 938, mais, pour Jean-Christophe Cassard, Alain Barbetorte et ses successeurs continueront à être considérés comme des rois par leur peuple.
Selon Hubert Guillotel, cette restauration n'est pas seulement liée à une victoire militaire, elle serait intervenue avec celle de Louis d'Outremer, dans le cadre d'une négociation diplomatique globale, entre la mort du roi Raoul, le 14-15 janvier, et le sacre de Louis IV de France, le 19 juin 936, et qui incluait le roi Æthelstan, les princes rivaux de la Francie du nord, Hugues le Grand et Herbert II de Vermandois, ainsi que Guillaume Ier de Normandie, qui aurait abandonné son soutien aux Normands de la Loire après, selon Flodoard, avoir reçu, en 933, du roi Raoul de France les régions qu'il identifie avec le Cotentin et l'Avranchin.

### Règne
Pendant les premières années de son gouvernement Alain demeure proche d'Hugues le Grand et il combat les Normands aux côtés de Hugues, comte du Maine un fidèle du comte de Paris. La libération s’achève le 1er août 939, par la victoire de Trans non loin des rives du Couesnon sur les Normands avec l’aide du comte de Rennes Juhel Bérenger et du comte du Mans Hugues Ier. Cette date serait devenue la « fête nationale des Bretons ». Alain doit renoncer au Cotentin, à l’Avranchin et au territoire situé à l’ouest de la Mayenne. Quant au comté de Nantes, il avait été, un temps, sous l’obédience angevine de Foulque Ier d'Anjou qui le revendiquait depuis 914. 
En 942, Alain Barbetorte devient allié de Louis IV d'Outremer, qu’il a connu lors de leur exil en Angleterre, et dont il devient le « fidèle » (vassal) à Rouen,,, ainsi qu’avec Thibaud Ier de Blois, comte de Blois, de Tours et de Chartres. Il conclut la même année une étroite alliance avec Guillaume Tête d'Étoupe, duc d’Aquitaine, qui lui permet d’obtenir au sud de la Loire les pagi de Mauges, Tiffauges et Herbauges.
Au témoignage de Dudon de Saint-Quentin repris par Guillaume de Jumièges, les « Bretons Bérenger et Alain » sont présents aux côtés du duc Guillaume de Normandie lorsque celui-ci est tué le 17 décembre 942 à Picquigny dans la Somme, dans un guet-apens lors d'une entrevue avec Arnoul Ier de Flandre.
En 943, il aurait épousé la fille ou la sœur cadette du comte Thibaud Ier, à Blois.
En 944, selon la Chronique de Flodoard, il se livre à une guerre fratricide avec Juhel Bérenger de Rennes que les Scandinaves mettent à profit pour piller de nouveau la Bretagne. La réconciliation devant le danger commun dut intervenir très rapidement, car dans la donation en faveur de l’Abbaye de Landévennec (vers 945-950), on voit le comte Iudhael signer juste après Alain dux Britonum, entouré de Jutohen l’archevêque de Dol, des évêques Hesdren de Nantes, Blendivet de Vannes et Salvator d’Aleth, d’un Houuel comes et d'un Vuerec (sans doute ses fils illégitimes), et enfin des vicecomes comme Iestin, ancêtre des sires de Retz et Diles (de Cornouaille) ou Moyse, décrit comme  étant "très vertueux, orné de mœurs (glorieux), né d'une lignée de personnalité royale et d'ancêtres illustres" ("quidam vir indolis, moribus ornatus, stemate regalium ortus, ...stemate regalium ortus,... tradidit de sua propria hereditate sancto").
Alain Barbetorte développe les liens avec les abbayes de la vallée de la Loire, comme l'abbaye Saint-Mesmin de Micy, dont l'abbé Jacques est promu vers 950 à l'évêché de Saint-Pol-de-Léon. Son union avec une sœur du comte de Blois montre qu’Alain Barbetorte souhaitait conforter son rôle dans la politique du royaume de Francie occidentale. Sa mort prématurée en 952 met toutefois un terme à ses projets et à son œuvre de restauration de la puissance bretonne.
Arthur de la Borderie prend en considération la Chronique de Nantes pour avancer qu'Alain Barbetorte est inhumé dans la collégiale Notre-Dame à Nantes, ville qu’il avait choisie comme capitale et dont il avait encouragé la reconstruction après les destructions commises par les Normands. Plus récemment, Joëlle Quaghebeur s'appuyant sur l'origine géographique familiale d'Alain, sur le lien privilégié entretenu avec l'abbé Jean et sur le fait que le seul acte authentique de donation à un sanctuaire breton d'Alain concerne l'abbaye de Landévennec, « estime qu'il est envisageable » que la tombe no 2 du sanctuaire soit la sienne.

## Unions et descendances
- Alain Barbetorte, selon la « Chronique des comtes d'Anjou » attribuée à Foulques IV le Réchin,  aurait épousé Roscille d’Anjou, fille de Foulques Ier comte d’Anjou et de Roscille de Loches, dame de Villandry[38].
  - Une généalogie contemporaine émanant de particuliers[39], leur attribue une fille, « Gerberge »[réf. nécessaire], bien qu'aucun document contemporain ne la mentionne. Toujours selon cette généalogie, Gerberge se serait mariée avec Juhel Bérenger, comte de Rennes et serait la mère de Conan[note 13].
- En 948 Alain Barbetorte épouse à Blois[40], une fille ou une sœur anonyme de Thibaud Ier de Blois[41].
  - Ils ont un enfant : Drogon de Nantes, appelé également Dreu, (né vers 950, duc de Bretagne et comte de Nantes, mort avant 958).
- Alain Barbetorte sans doute pendant son exil vers 930 avait entretenu une relation avec la « noble Judith » jamais qualifiée d'« uxor » dans les sources. De cette liaison  considérée comme extra-matrimoniale, sont nés deux enfants réputés illégitimes[42] :
  - Hoël Ier, duc de Bretagne, et comte de Nantes, né vers 930, mort en 981 ;
  - Guérech, duc de Bretagne, né vers 933, mort en 988.

Les deux fils illégitimes sont assez âgés pour souscrire un acte avec lui vers 945. Frères « bâtards » du jeune Drogon, ils doivent s'effacer devant ce dernier mais tentent de s'imposer tour à tour après son décès prématuré.

## Postérité littéraire
Alain Barbetorte est le héros du roman historique de Colette Geslin Une épée pour le Duc de Bretagne.